# Ach świecie…
Ach świecie... – album muzyczny polskiej wokalistki Maryli Rodowicz, wydany 15 września 2017 roku w trakcie pierwszego dnia festiwalowego 54. Festiwalu Polskiej Piosenki w Opolu przez wytwórnię płytową Sony Music Entertainment. Album zdobył status złotej płyty za sprzedaż w ponad 15-tysięcznym nakładzie. Single promujące album to „Hello” i „W sumie nie jest źle”, do którego zrealizowano teledysk. Autorką okładki płyty "Ach świecie…"  jest Olka Osadzińska.  Autorem większości piosenek, które znalazły się na płycie "Ach świecie…" jest Witek Łukaszewski, a pozostałych utworów Robert Gawliński, Romuald Lipko, Jacek Cygan oraz Andrzej Brzeski.
Producentem muzycznym płyty został Maciej Muraszko, a w nagraniach wzięli udział m.in. Kuba Badach, Sławek Uniatowski, Winicjusz Chróst, Kayah, Marcin Wyrostek, Kamil Barański.

## Lista utworów
Opracowano na podstawie materiału źródłowego
| #  | Tytuł                    | Autorzy                                            | Czas |
| -- | ------------------------ | -------------------------------------------------- | ---- |
| 1  | Hello                    | Muzyka: Ryszard Sygitowicz Słowa: Jacek Cygan      | 4:09 |
| 2  | Ach Świecie              | Muzyka: Robert Gawliński Słowa: Witek Łukaszewski  | 3:40 |
| 3  | Cuda                     | Muzyka: Witek Łukaszewski Słowa: Witek Łukaszewski | 3:38 |
| 4  | Las                      | Muzyka: Witek Łukaszewski Słowa: Witek Łukaszewski | 3:39 |
| 5  | Przy stole siądź         | Muzyka: Witek Łukaszewski Słowa: Witek Łukaszewski | 5:05 |
| 6  | Prośba                   | Muzyka: Witek Łukaszewski Słowa: Witek Łukaszewski | 4:11 |
| 7  | Jeszcze nie czas         | Muzyka: Romuald Lipko Słowa: Jacek Cygan           | 4:10 |
| 8  | Ty na wszystkie dni      | Muzyka: Witek Łukaszewski Słowa: Witek Łukaszewski | 3:18 |
| 9  | Spłukane serca           | Muzyka: Witek Łukaszewski Słowa: Witek Łukaszewski | 4:29 |
| 10 | W sumie nie jest źle     | Muzyka: Witek Łukaszewski Słowa: Witek Łukaszewski | 3:17 |
| 11 | Zajączek słońca          | Muzyka: Andrzej Brzeski Słowa: Andrzej Brzeski     | 4:44 |
| 12 | Piosenka dla przyjaciela | Muzyka: Andrzej Brzeski Słowa: Andrzej Brzeski     | 3:41 |
| 13 | Rumba o gitarze          | Muzyka: Witek Łukaszewski Słowa: Witek Łukaszewski | 3:35 |
| 14 | Tadam                    | Muzyka: Witek Łukaszewski Słowa: Witek Łukaszewski | 4:19 |